# Nagyszaniszló
Nagyszaniszló (1899-ig Nagy-Sztankóc, szlovákul Veľké Stankovce) Trencsénsztankóc településrésze, korábban önálló község Szlovákiában, a Trencséni kerületben, a Trencséni járásban.

## Fekvése
Trencséntől 9 km-re délnyugatra, a Vág bal oldalán fekszik. Trencsénsztankóc déli nyúlványát alkotja.

## Története
Az egykor egységes település a 15. században két falura oszlott, Nagy- és Kissztankócra. 1439-ben említik meg Nagysztankócot „Noghstankouecz” alakban. A trencséni uradalom urbáriuma szerint 1549-ben malom állt a településen, mely a nagybiróci evangélikus egyházhoz tartozott. A település a 16. század végétől a nagybiróci uradalmi majorhoz tartozott, csak a 19. században lett önálló. 1663-ban a török égette fel a falut. 1683-ban két mészáros és egy takács űzte itt mesterségét. 1708-ban a közvetlen közelében dúlt a trencséni csata. Lakói főként mezőgazdasággal és állattartással foglalkoztak, de voltak köztük kézművesek is. A 18. században fakereskedés található a településen.
A 18. század végén Vályi András így ír róla: „Kis, és Nagy Sztankócz. Két tót faluk Trentsén Várm., amannak földes Ura B. Révay Uraság, melly fekszik Rozvaczhoz, ’s Turnához közel; ennek pedig Gr. Illésházy Uraság, fekszik Szeleczhez közel, és annak filiája; lakosaik katolikusok; földgyeik jól termők, fájok, réttyek, legelőjök elég van.”
Fényes Elek 1851-ben kiadott geográfiai szótárában így ír a településről: „Sztankócz (Nagy), tót falu, Trencsén vmegyében, 240 kath., 346 evang., 6 zsidó lak. Nagy erdő. F. u. a dubniczai uradalom.”
1875-ben fűrészmalom üzemelt a községben. 1880-ban 538 lakosából 521 szlovák anyanyelvű volt. 1890-ben 589 lakosából 586 szlovák és 1 magyar anyanyelvű. 1900-ban 653 lakosából 650 szlovák és 1 magyar anyanyelvű. 1910-ben 704 lakosából 694 szlovák és 1 magyar anyanyelvű. A trianoni békéig Trencsén vármegye Trencséni járásához tartozott.
1921-ben 782 lakosából 781 csehszlovák volt. 1930-ban 754 lakosából 753 csehszlovák volt. 1970-ben 879 lakosából 874 szlovák volt. 1972-ben egyesítették Kisszaniszlóval, Rozváddal és Vágszállással.

## Nevezetességei
- Nagyszaniszló haranglába 1859-ben épült klasszicista stílusban.

## Külső hivatkozások
- Nagyszaniszló Szlovákia térképén

## Lásd még
- Trencsénsztankóc
- Kisszaniszló
- Rozvád
- Vágszállás